# Marilyn Ramenofsky

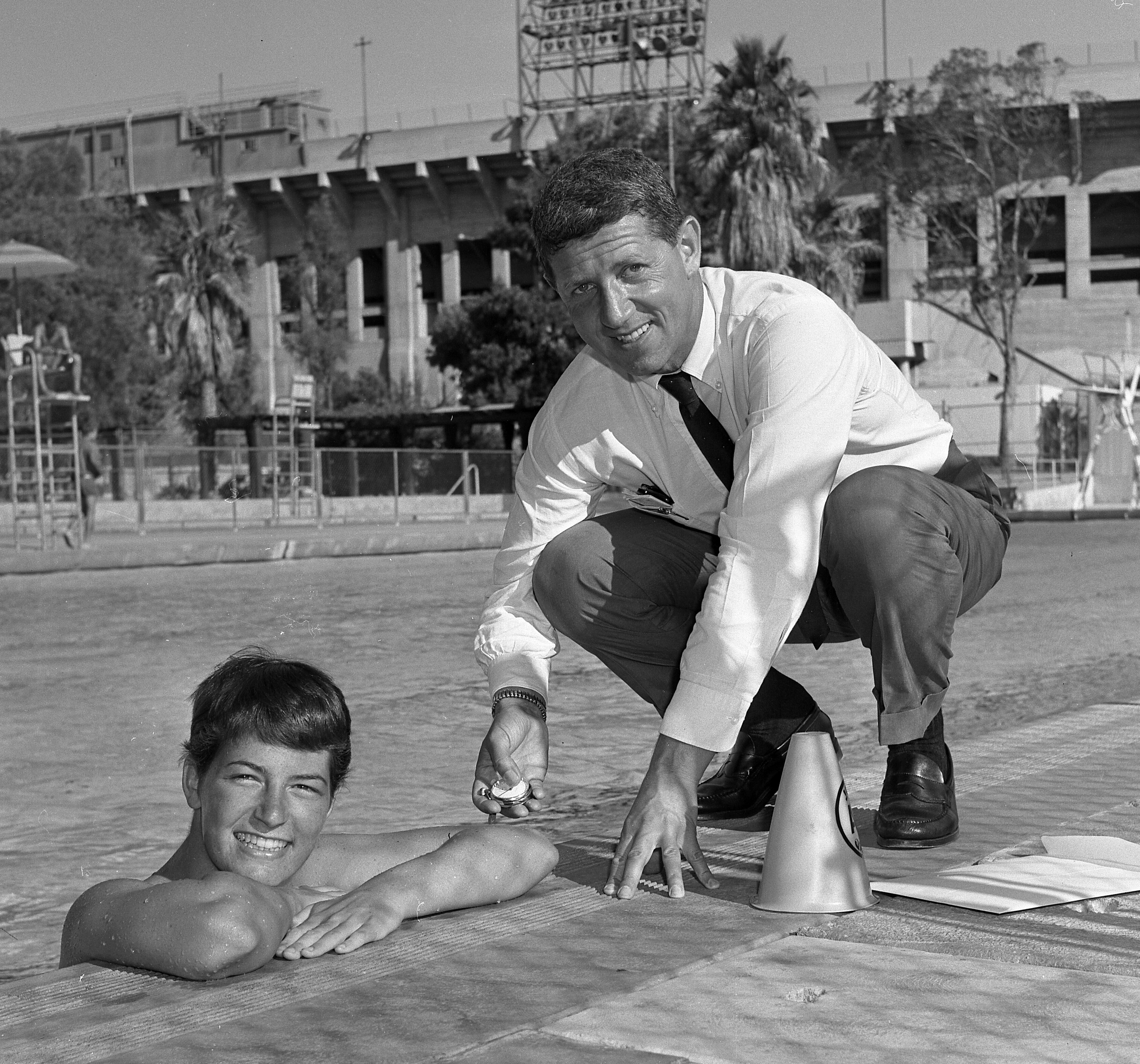
Marilyn Ramenofsky mit ihrem Trainer Peter Daland (1964)

Marilyn Ramenofsky, nach Heirat Marilyn Wingfield, (geboren am 20. August 1946 in Phoenix, Arizona) ist eine ehemalige Schwimmerin aus den Vereinigten Staaten. Sie gewann bei den Olympischen Spielen 1964 eine Silbermedaille.

## Sportliche Karriere
Marilyn Ramenofsky nahm an der Makkabiade 1961 teil. Sie gewann dort mit der 4-mal-100-Meter-Freistilstaffel und erhielt die Bronzemedaille über 400 Meter Freistil.
Marilyn Ramenofsky verbesserte im Juli und August 1964 dreimal den Weltrekord über 400 Meter Freistil. Der letzte Rekord lag um fünf Sekunden unter der alten Bestmarke der Olympiasiegerin von 1960 Chris von Saltza, 1965 wurde Ramenofskys Rekord von ihrer Landsfrau Martha Randall unterboten.
Bei den Olympischen Spielen in Tokio gingen alle drei Medaillen an Schwimmerinnen aus den Vereinigten Staaten. Es siegte Virginia Duenkel mit 1,3 Sekunden Vorsprung vor Ramenofsky, wobei beide deutlich über der Weltrekordzeit blieben. Terri Stickles schlug 2,6 Sekunden hinter Ramenofsky an, 0,4 Sekunden vor der Australierin Dawn Fraser auf dem vierten Platz.
1965 trat Ramenofsky noch einmal bei der Makkabiade an. Diesmal siegte sie über 200 Meter und 400 Meter Freistil.
Die 1,69 Meter große Marilyn Ramenofsky besuchte das Pomona College. Sie machte später ihren Ph. D. in Ökologie und Ethnologie an der University of Washington. Nach ihrer Heirat beschäftigte sie sich wissenschaftlich mit der Verhaltensweise von Zugvögeln, insbesondere der Dachsammer.
1988 wurde Marilyn Ramenofsky in die International Jewish Sports Hall of Fame aufgenommen.